# اموای
اموای (به اسپانیایی: Amuay) یک شهرک ماهیگیری در ونزوئلا است که در فالکون واقع شده‌است.